# John Woodhouse
John Woodhouse, artiestennaam van Jan Hendrik Holshuijsen, (Amsterdam, 1 juni 1922 - Turnhout, 7 mei 2001) was een Nederlandse accordeonist en componist.
Hij werd onder meer bekend als begeleider van Annie Cordy, Tante Leen, als componist van Koffie, koffie, lekker bakkie koffie, gezongen door Rita Corita, en als accordeonvirtuoos in talloze televisieprogramma's.

## Levensloop
Hij werd op zijn vijftiende levensjaar wereldkampioen accordeonspelen door het Alla_Turca van Mozart te spelen met de accordeon op de rug.
Woodhouse speelde jarenlang voor de VARA-radio met het orkest Accordeola met o.a. Jaap Valkhoff, Eddy de Jong e.a. en daarnaast ook nog als accordeonist bij het orkest de Windmolens. Op zijn platen werd Woodhouse regelmatig bijgestaan door kunstfluiter Gerry.
Als Johnny Holshuysen componeerde en arrangeerde hij meer dan 1000 stukken voor radio-ensembles als Accordeola, Bella Musica, de Edelweiss Kapell, Sfeer en Rhythme en diverse ensembles en orkesten die zijn naam droegen.
Hij verwierf naast Koffie, koffie, lekker bakkie koffie faam met het schrijven van liedjes. Hij won drie keer als componist het Nationale Songfestival met Speeldoos (1963, vertolkt door Annie Palmen), Het is genoeg (1965, vertolkt door Conny Vandenbos) en Ringdingeding (1967, vertolkt door Thérèse Steinmetz).
In 1967 had hij een grote hit met Melodia, een instrumentale versie van Hörst du mein heimliches Rufen gespeeld op de Magic Accordeon, een elektronische accordeon waaruit het geluid van een elektrisch orgel kwam. Een aantal kleinere hits volgde. Grote bekendheid verwierf hij met het tv-programma Woodhouse in Wenen van de TROS.
In 1973 was Woodhouse gastmuzikant bij Ruud Bos op de soundtrack van de film Naakt over de schutting. Zijn accordeonspel is te horen tijdens de openingstitels en in nog een paar andere muziekfragmenten in de film.
In 1975 werkte John Woodhouse mee aan de film 'Rooie Sien. Hij is te zien in een kleine rol als accordeonist in het café waar Sientje (gespeeld door Willeke Alberti) haar eerste optredens heeft.
Hij woonde de laatste jaren van zijn leven in België en overleed in Turnhout op 78-jarige leeftijd.

## Discografie

### Albums
| Album met eventuele hitnotering(en) in de Nederlandse Album Top 100 | Datum van verschijnen | Datum van binnenkomst | Hoogste positie | Aantal weken | Opmerkingen |
| ------------------------------------------------------------------- | --------------------- | --------------------- | --------------- | ------------ | ----------- |
| Woodhouse special                                                   |                       | 23 mei 1970           | 19              | 2            |             |
| Woodhouse festival                                                  |                       | 12 december 1970      | 4               | 25           |             |
| Een reisje langs de Rijn                                            |                       | 5 juni 1971           | 7               | 9            |             |
| Woodhouse souvenirs                                                 |                       | 11 december 1971      | 6               | 9            |             |
| Woodhouse in Italy                                                  |                       | 3 juni 1972           | 13              | 6            |             |
| Woodhouse favorieten                                                |                       | 9 december 1972       | 15              | 3            |             |
| Het beste van John Woodhouse                                        |                       | 30 november 1974      | 18              | 6            |             |

### Singles
| Single met eventuele hitnotering(en) in de Nederlandse Top 40 | Datum van verschijnen | Datum van binnenkomst | Hoogste positie | Aantal weken | Opmerkingen                  |
| ------------------------------------------------------------- | --------------------- | --------------------- | --------------- | ------------ | ---------------------------- |
| Melodia                                                       |                       | 14 oktober 1967       | 3               | 18           |                              |
| ’t Vissersmeisje                                              |                       | 3 februari 1968       | 31              | 5            |                              |
| The holy city                                                 |                       | 9 maart 1968          | 38              | 1            |                              |
| Schenkt man sich Rosen in Tirol                               |                       | 22 juni 1968          | tip             |              |                              |
| Nonnenkoor                                                    |                       | 23 november 1968      | 32              | 5            |                              |
| Radetzky Mars                                                 |                       | 12 april 1969         | tip             |              |                              |
| Circus Renz                                                   |                       | 7 februari 1970       | tip             |              |                              |
| Glory glory hallelujah                                        |                       | 28 maart 1970         | tip             |              | met het Westlands Mannenkoor |
| Goodbye, auf Wiederseh'n                                      |                       | 19 september 1970     | tip             |              |                              |